# 心の矢印
心の矢印（こころのやじるし）は、声優の國府田マリ子が出した3rdマキシシングルである（8cmシングルも含めると14枚目のシングル）。品番はKICS-813。

## 収録曲
1. 心の矢印
  - 作詞・作曲：泉川そら、編曲：亀田誠治
2. 朝色のワッペン
  - 作詞・作曲：泉川そら、編曲：亀田誠治
3. 駅までの道を
  - 作詞・作曲：泉川そら、編曲：亀田誠治